# Куклиновская, Людмила Олеговна
Людмила Олеговна Куклиновская (укр. Людмила Олегівна Кукліновська; род. 4 января 1998) — украинская гребчиха на байдарках, чемпионка мира 2024 года, чемпионка II Европейских игр 2019 года. Участница летних Олимпийских игр 2020 года.

## Карьера
На II Европейских играх, которые состоялись в 2019 году в Минске, Людмила в байдарках-двойках на дистанции 200 метров одержала победу.
В Токио, на летних Олимпийских играх, которые состоялись в августе 2021 года, Куклиновская выступила в заездах на байдарках-двойках на дистанции 500 метров. В паре с Анастасией Тодоровой не смогли квалифицироваться в финал. В заездах четвёрках выступила в составе украинской команды и заняли итоговое восемнадцатое место.
В Самарканде, на чемпионате мира 2024 года, который состоялся сразу же после Олимпийских игр, Людмила в байдарках-одиночках на дистанции 200 метров завоевала звание чемпионки мира.